# Sathon

Situation de Khet Sathon à Bangkok.

Sathon ou Sathorn (thaï : สาทร, API :[sǎː.tʰɔ̄ːn]), est un quartier (khet) du centre de Bangkok, à l'est de la Chao Phraya.
Il est essentiellement connu comme le quartier des affaires, avec ses gratte-ciels et ses sièges de sociétés.

Vue panoramique de Sathon à partir de Yan Nawa.

## Histoire
C'est l'ancien quartier des ambassades (avec Bang Rak) où la première vraie rue pavée de Bangkok est tracée en 1861, Charoen Krung appelée "New Road".

## Points d'intérêt
- Charoen Krung (thaï : ถนน เจริญกรุง ; "New Road") et ses "compartiments chinois" (shophouses), bâtiments de deux, trois ou quatre niveaux avec boutique sur la rue, entrepôt et séjour à l'arrière et appartements dans les étages supérieurs[1]
- La halle aux poissons de Bangkok (thaï: องค์การสะพานปลา ; Ong Kaan Sa-Phaan Plaa ; anglais: Fish Marketing Organization)[2]
- Gratte-ciel The MET, Empire Tower, Thai Wa Tower II, immeuble Robot Building... et tour fantôme Sathorn Unique[3], vestige du désastre de la crise financière de 1997[4]
- Ambassades d'Allemagne, d'Autriche, du Brésil, du Danemark, du Luxembourg, de Malaisie, du Mexique, du Maroc, de Panama, du Royaume Uni (Angleterre), de Singapour, de Slovaquie et du Vatican
- Université de technologie Rajamangala
- Wat Yannawa et sa "jonque royale chinoise" surmontée de deux chedis (stupas)[5],[6], Wat Don...
- Église Saint-Louis
- Résidence de Kukrit Pramoj, cinq maisons d'architecture thaïe traditionnelle en bois de teck vieilles de plus de 130 ans (en 2021)
- etc.

## Galerie

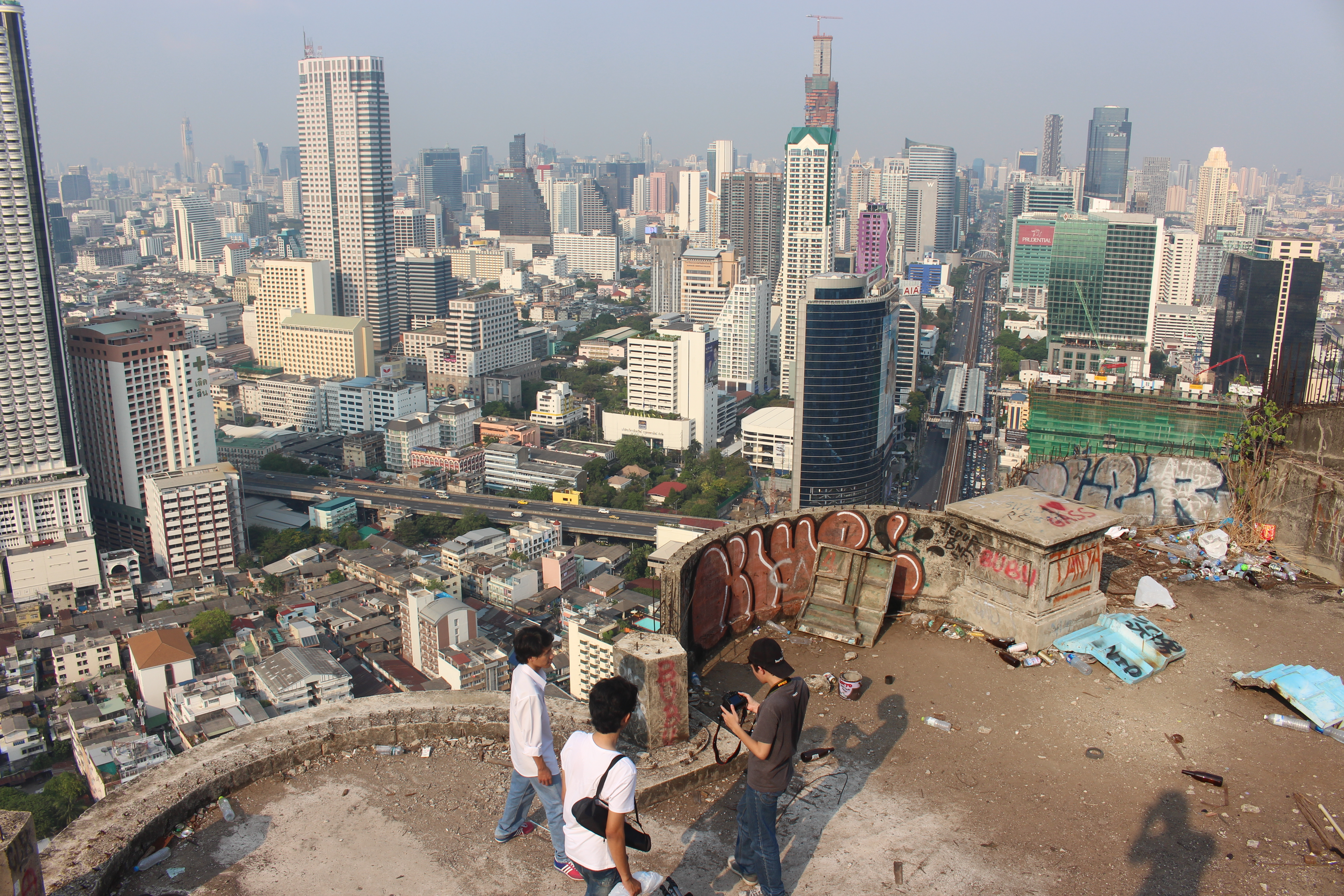
Vue du sommet de la tour fantôme Sathorn Unique

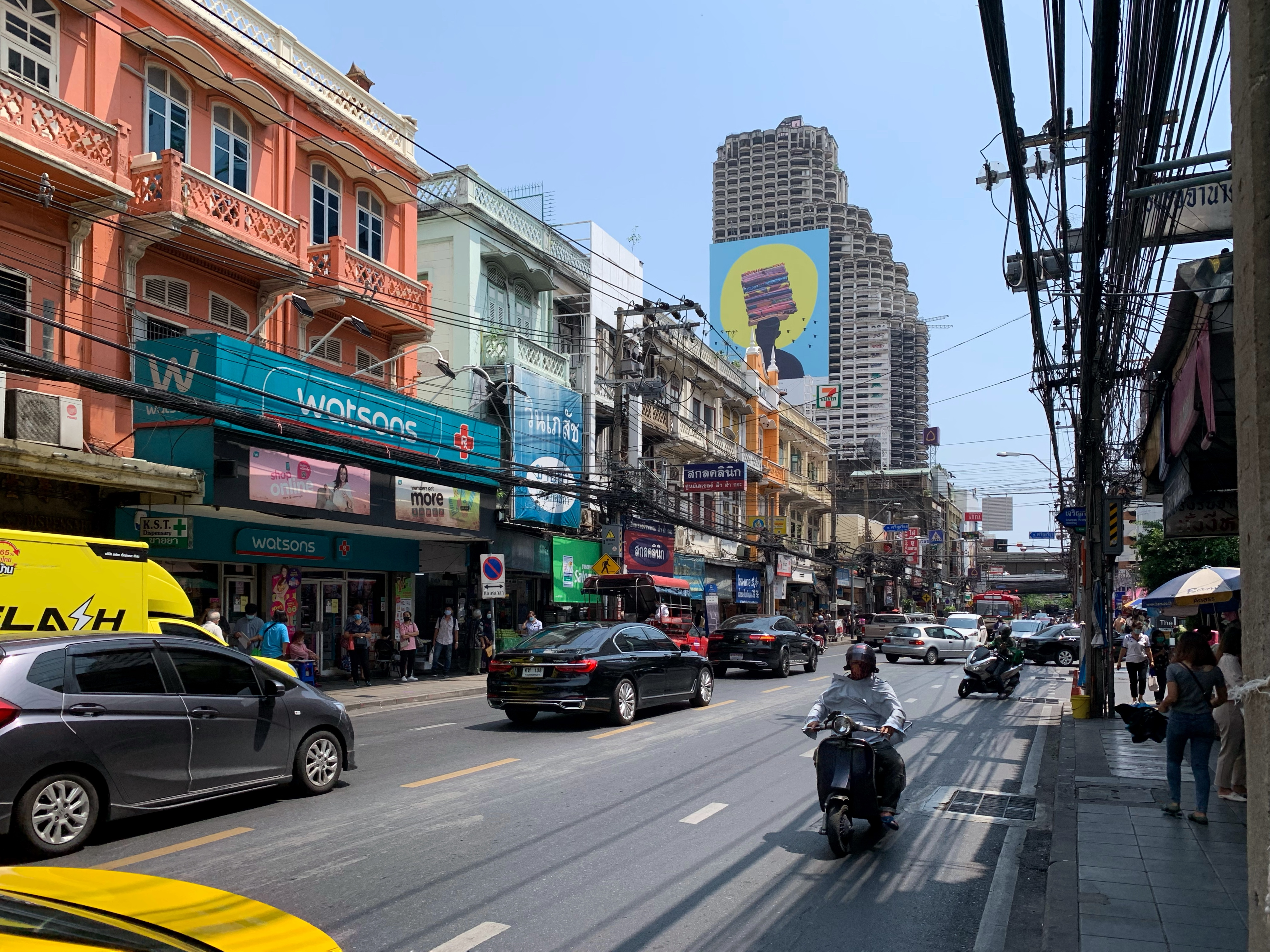
Charoen Krung Road "New Road" et ses "compartiments chinois" (shophouses) avec en arrière-plan Sathorn Unique
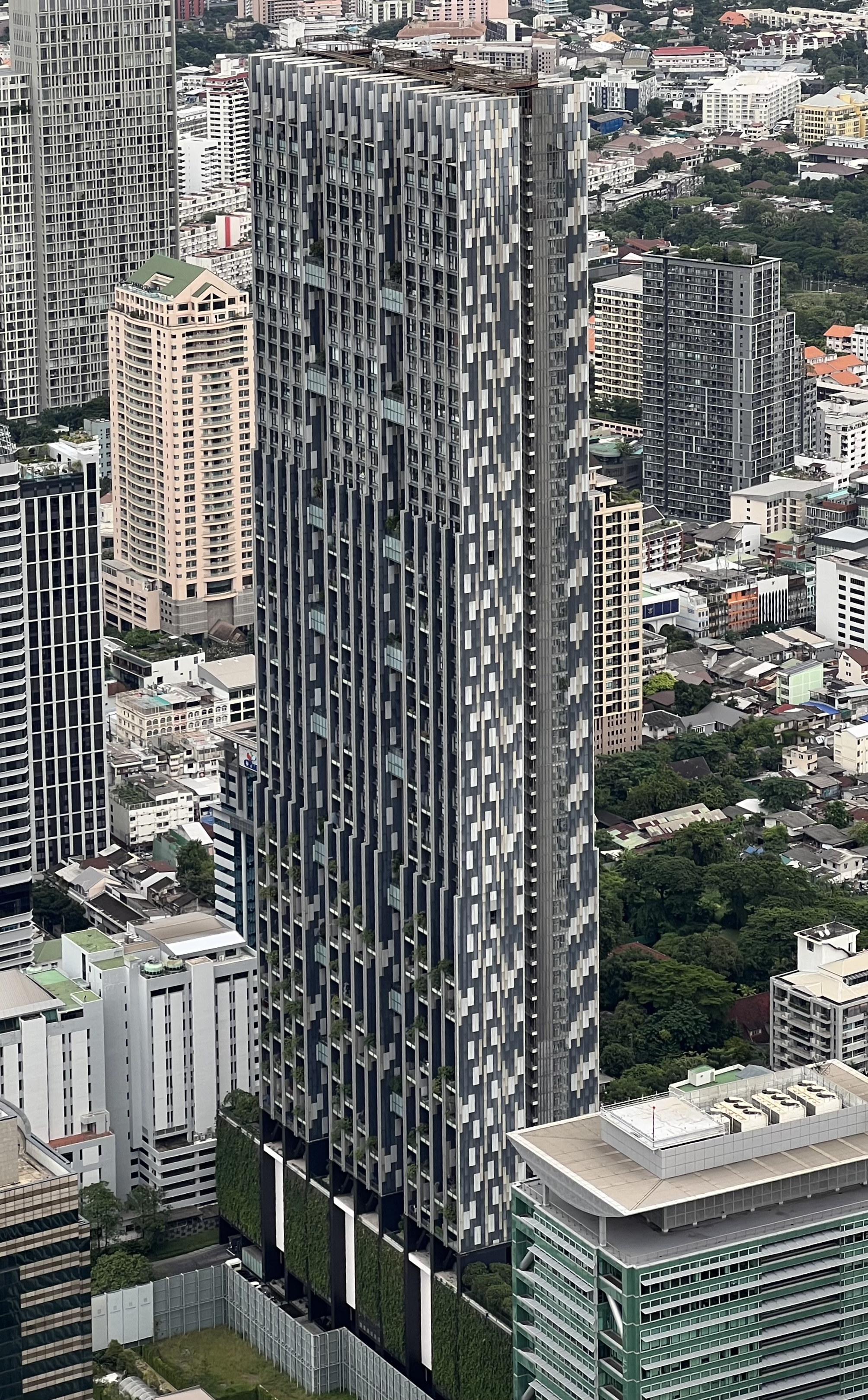
The MET
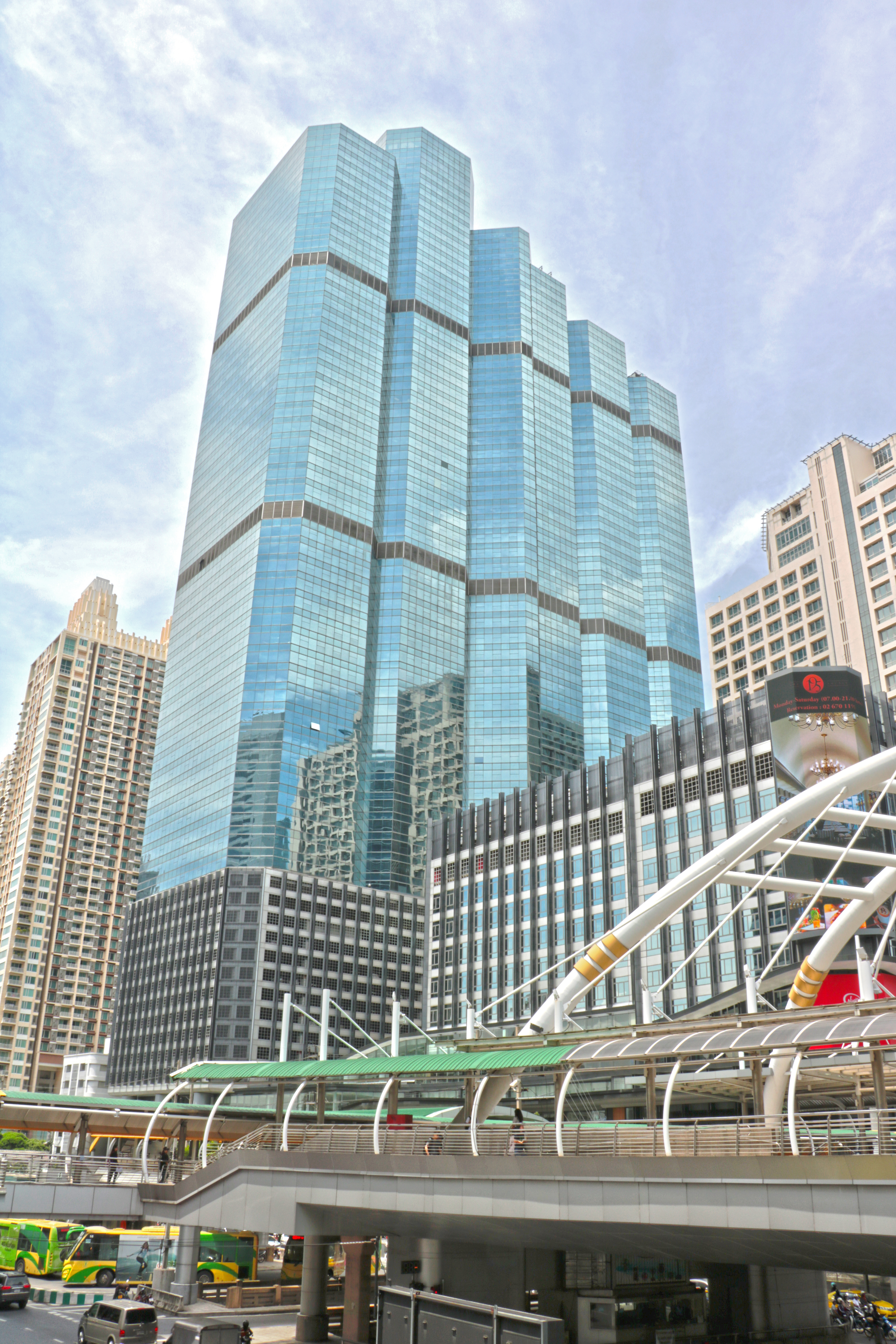
Empire Tower
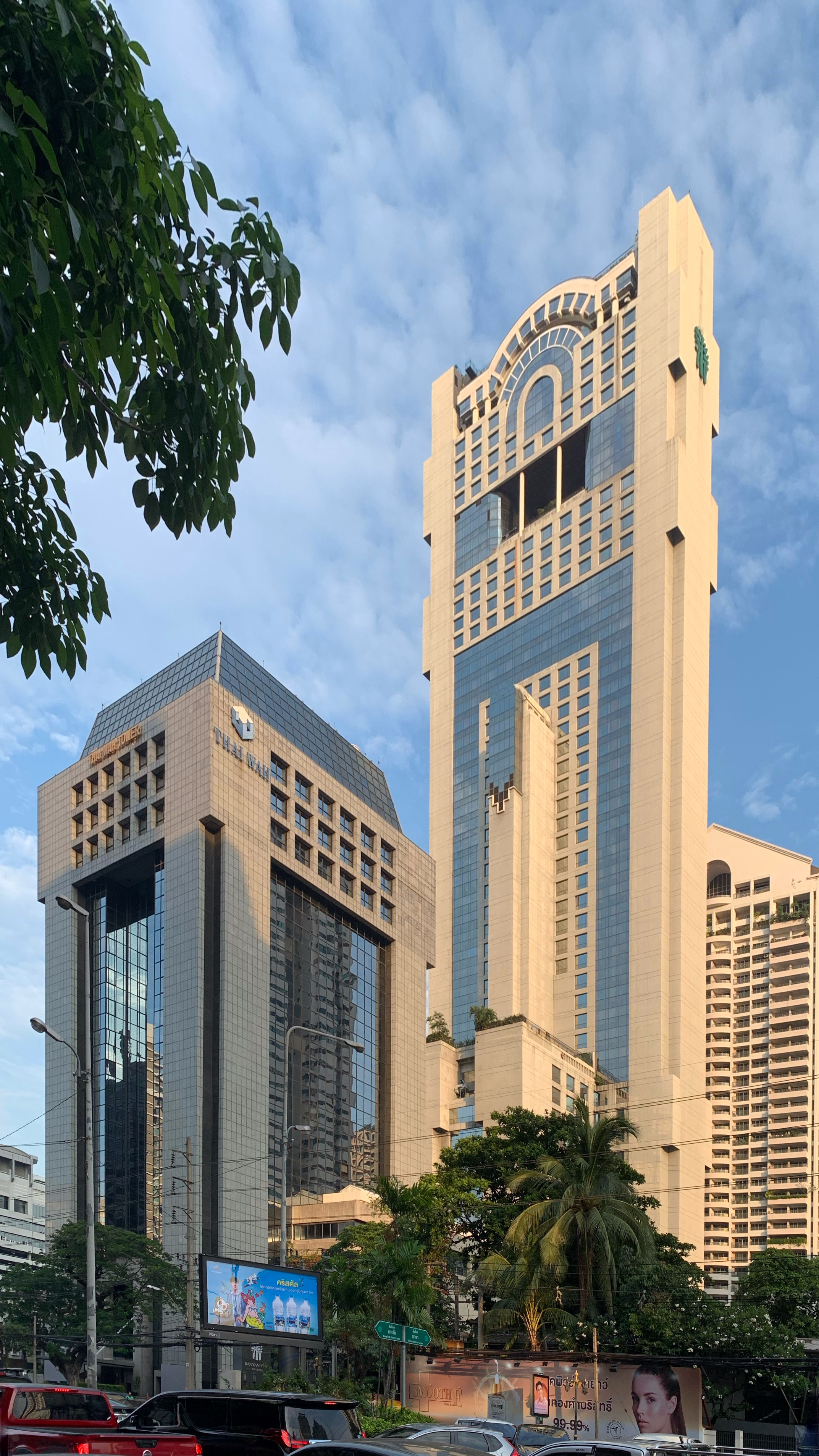
Thai Wah Tower II
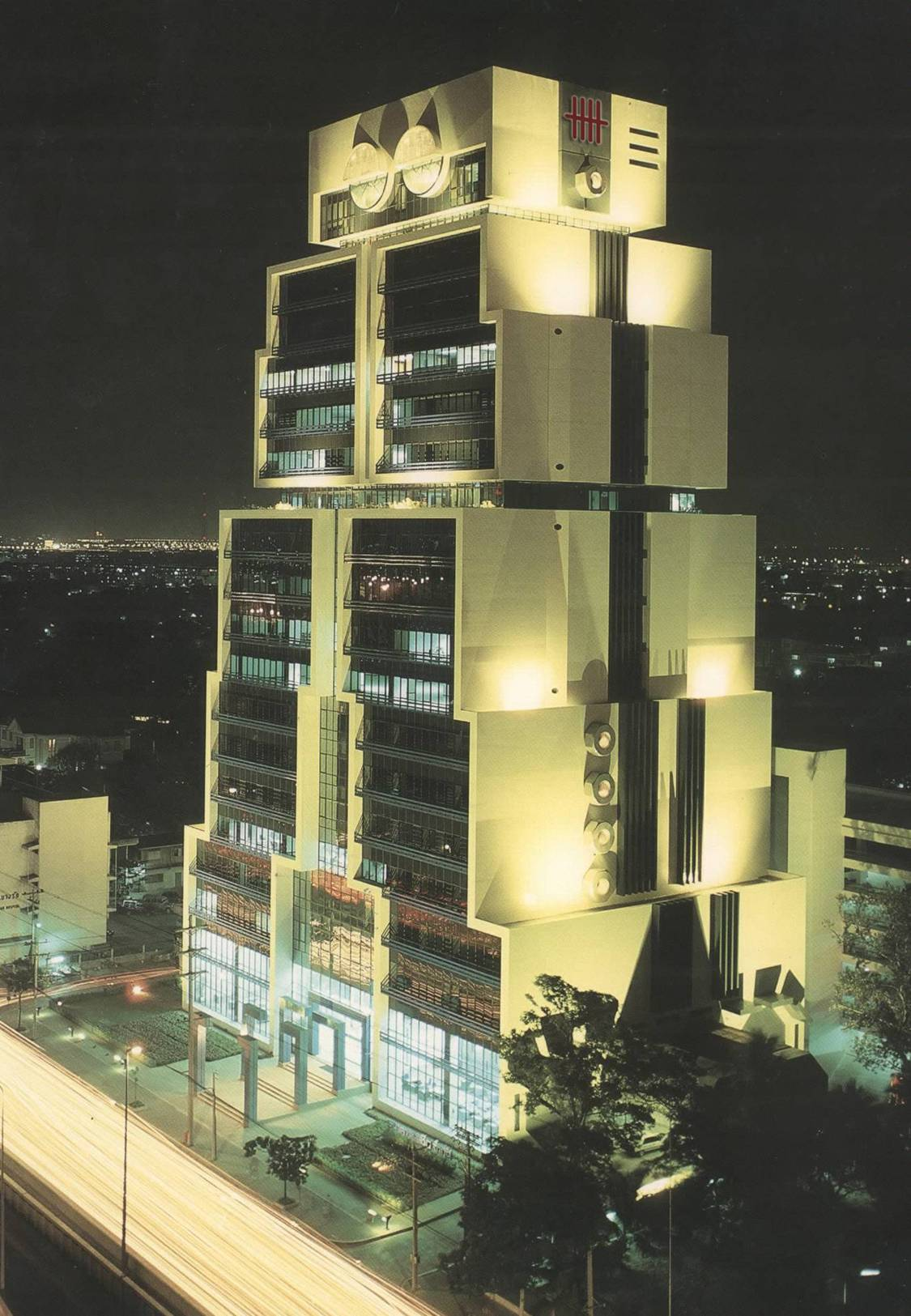
Robot Building
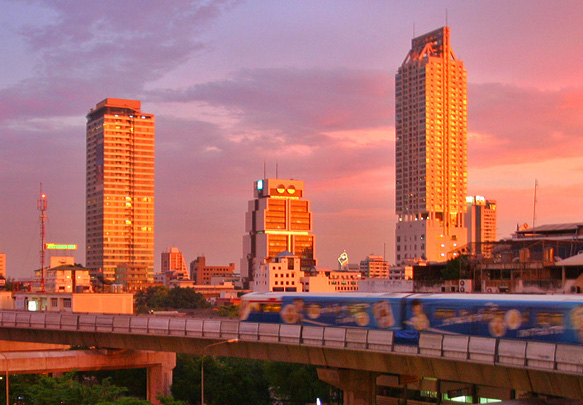
Robot Building vu de Silom Road
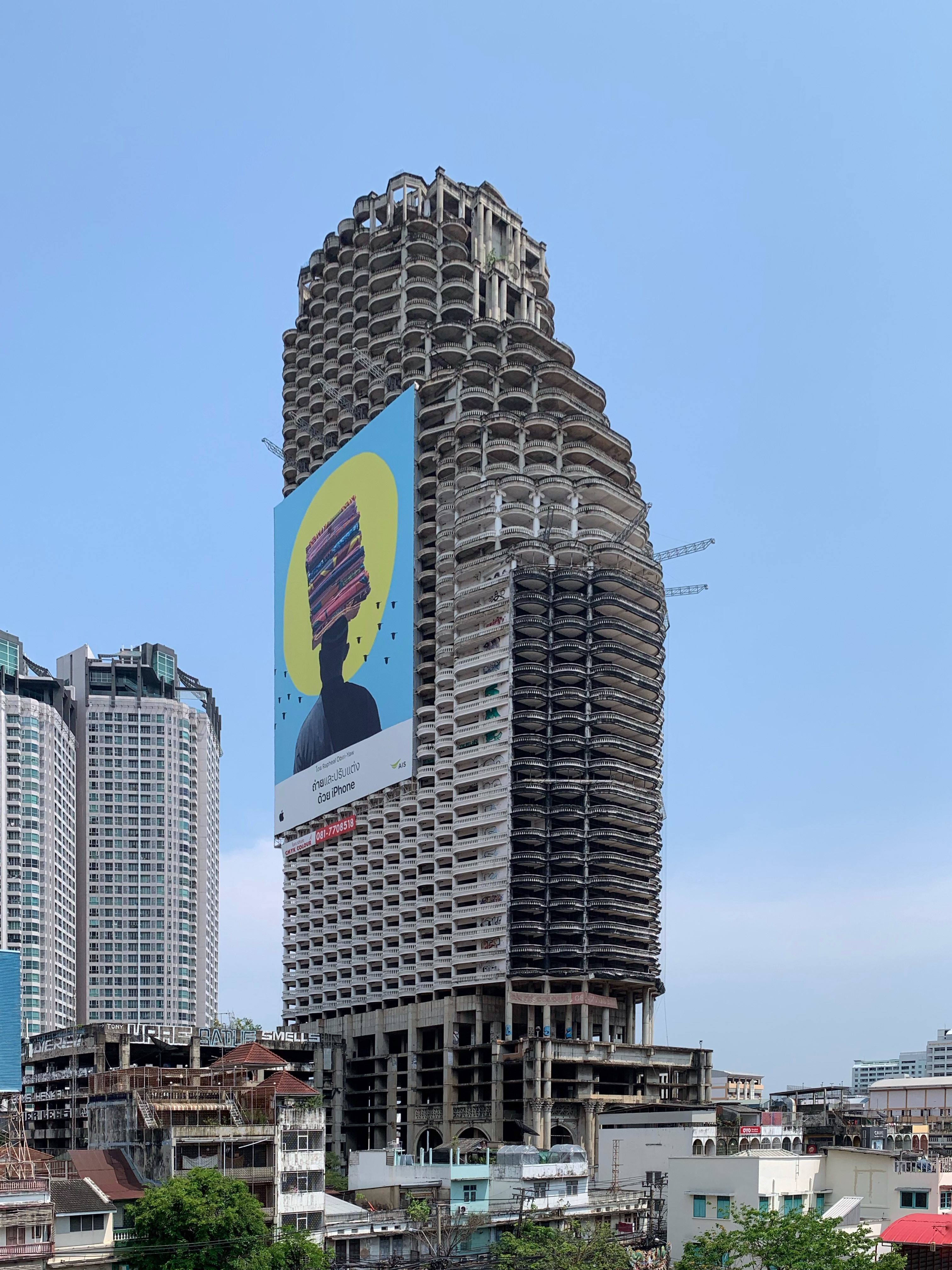
Sathorn Unique, gratte-ciel à l'abandon
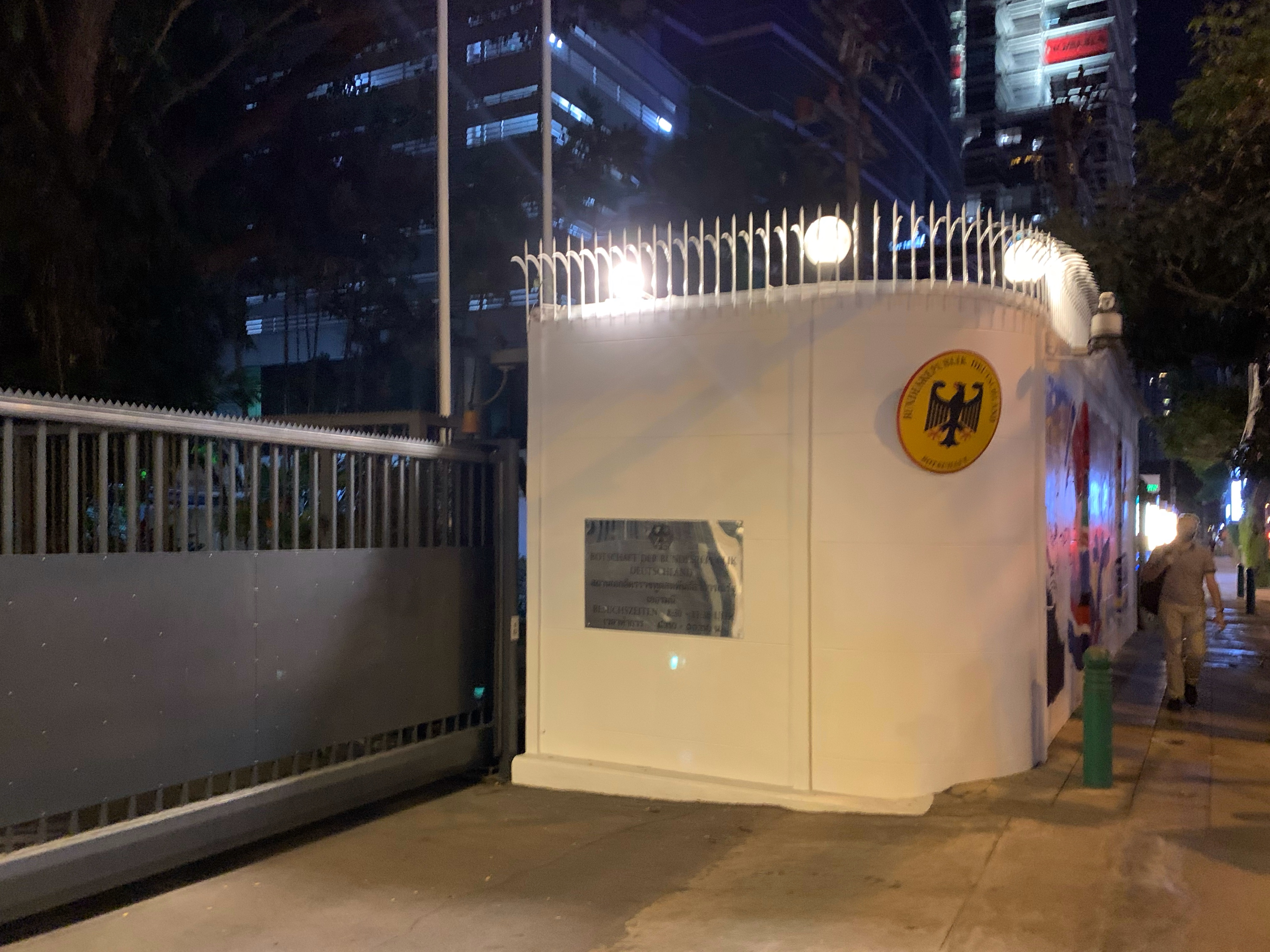
Ambassade d'Allemagne
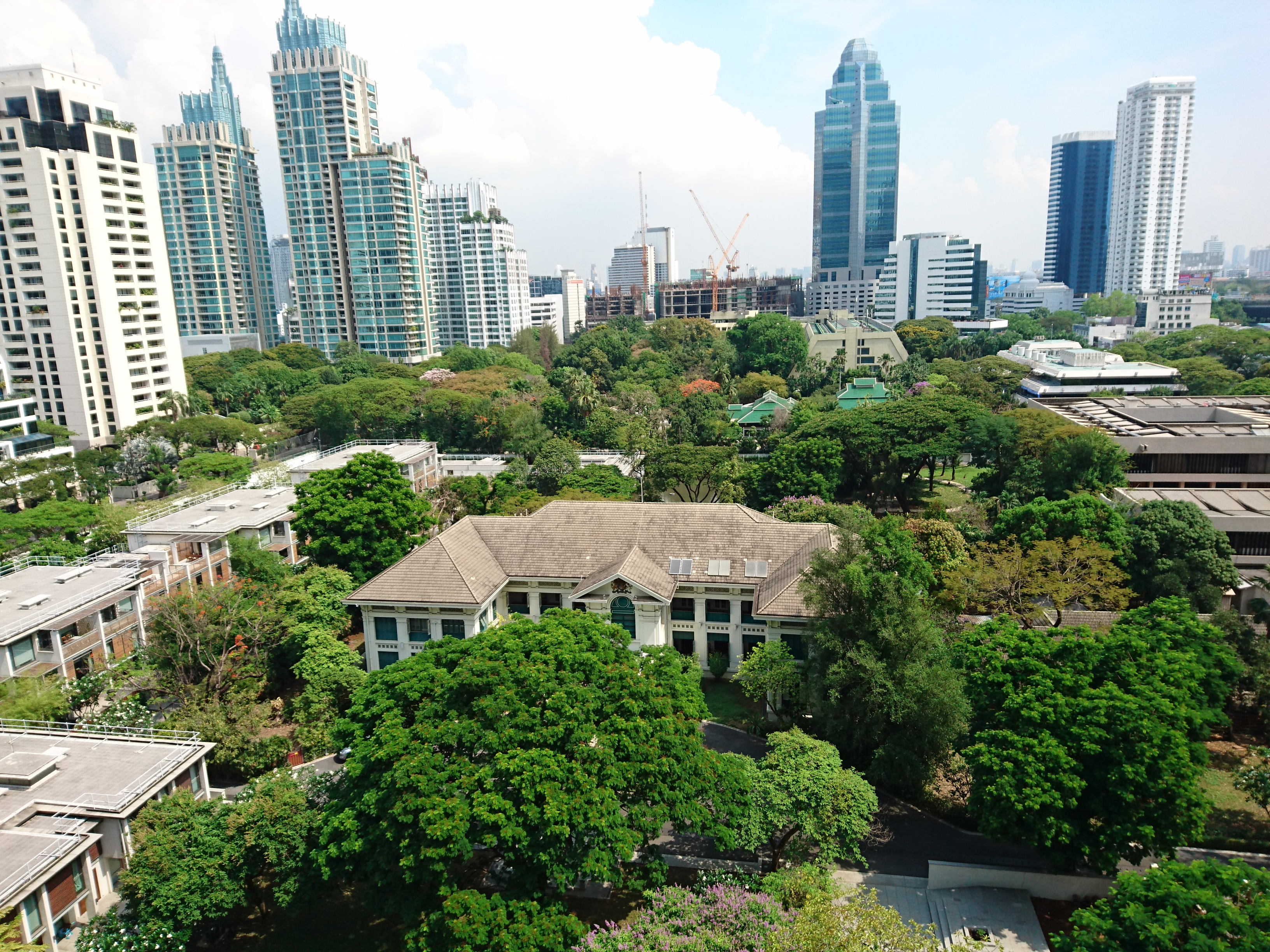
Ambassade du Royaume Uni (Angleterre)
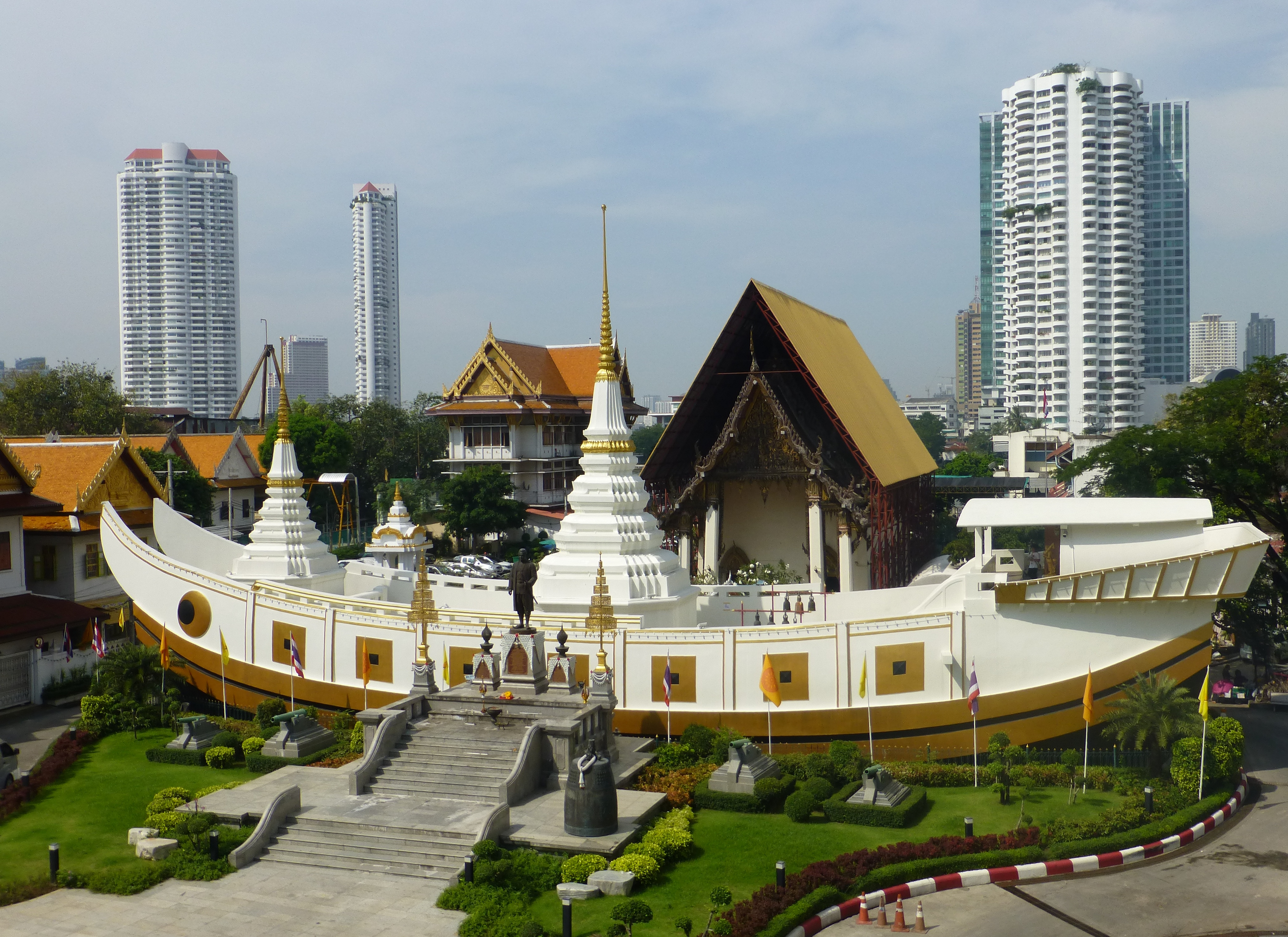
Wat Yannawa
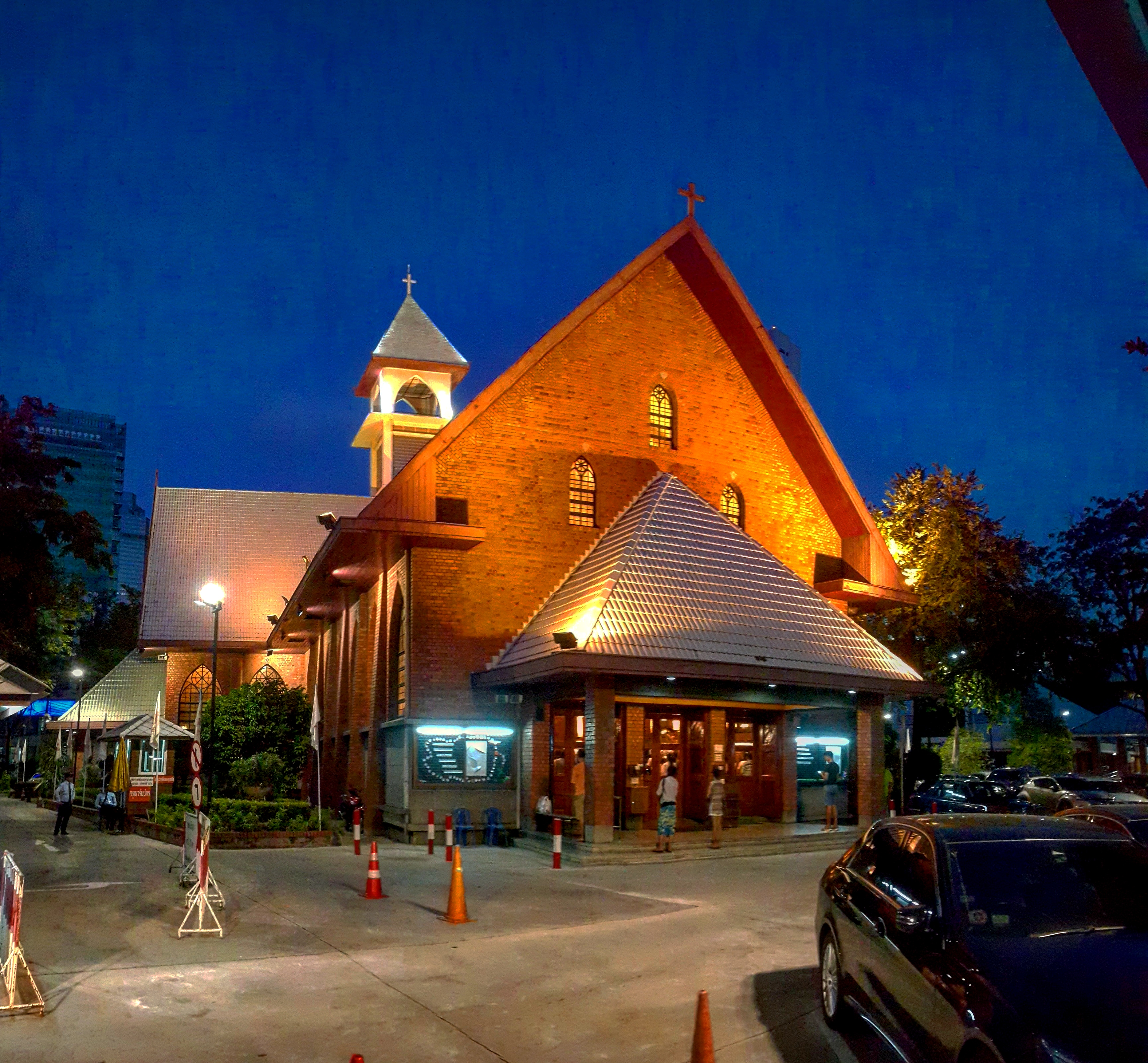
Église Saint-Louis
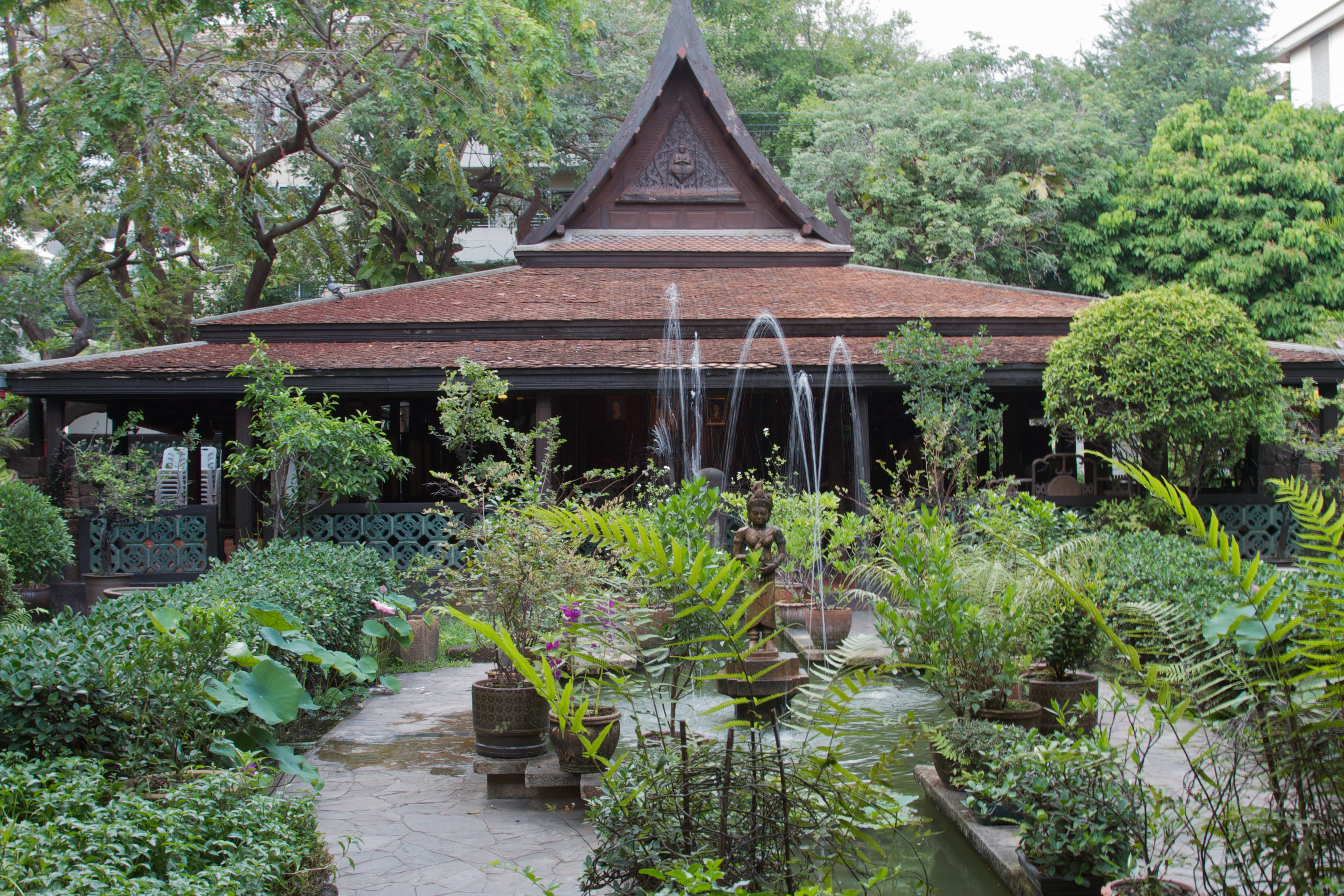
Résidence de Kukrit